# 1160
Il 1160 (MCLX in numeri romani) è un anno bisestile del XII secolo.

## Eventi

### Mar Mediterraneo
- La perdita di Mahdiyya da parte degli Altavilla segna la fine del Regno normanno d'Africa
- Ricostruzione del campanile della Basilica dei santi Felice e Fortunato a Vicenza.

## Nati
- 4 ottobre - Adele di Francia, nobildonna francese
- Abu Yusuf Ya'qub al-Mansur, sultano berbero († 1199)
- Adolfo III di Schaumburg, nobile († 1225)
- Alice di Courtenay, nobildonna francese († 1218)
- Ali Ibn al-Athir, storico curdo († 1233)
- Hartmann von Aue, poeta tedesco
- Azriel, filosofo e mistico spagnolo († 1238)
- Joseph ben Judah ben Shimeon, medico e poeta marocchino († 1226)
- Bertoldo V di Zähringen, nobile tedesco († 1218)
- Dolce di Barcellona, sovrana († 1198)
- Goffredo di Villehardouin, storico e generale francese († 1213)
- Guglielmo I Salusio IV, marchese († 1214)
- Guido di Montpellier, religioso francese († 1208)
- Hélinand di Froidmont, scrittore, poeta e religioso francese († 1229)
- David Kimchi, biblista, grammatico e filosofo francese († 1235)
- Muhammad di Ghur († 1206)
- Parisio, religioso e santo italiano († 1267)
- Tamara di Georgia, re († 1212)
- Urraca López de Haro, regina († 1230)
- Vladislao III Enrico di Boemia, nobile († 1222)
- Sibilla di Gerusalemme, sovrana († 1190)
- Bernardo da Cornazzano, politico e militare italiano
- Eschiva di Ibelin, nobildonna († 1196)
- Guglielmo di Voltaggio, nobile e ambasciatore italiano († 1234)

## Morti
- 16 gennaio - Ermanno III di Baden, nobile tedesco
- 12 marzo - Al-Muqtafi, califfo (n. 1096)
- 18 marzo - Ibn al-Qalanisi, politico e storico siriano
- 2 aprile - Beatrice II di Quedlinburg, badessa tedesca
- 12 maggio - Ottone III di Olomouc, duca
- 16 maggio - Ubaldo Baldassini, vescovo cattolico e santo italiano (n. 1084)
- 18 maggio - Erik IX di Svezia, re (n. 1120)
- 24 giugno - Arnoldo di Selenhofen, arcivescovo cattolico tedesco
- 25 giugno - Giovanni di Spagna, religioso spagnolo (n. 1123)
- 22 luglio - Al-Fa'iz bi-nasr Allah, imam e califfo (n. 1149)
- 31 luglio - Elena di Skövde, santa svedese
- 2 ottobre - Ibn Quzmān, poeta arabo (n. 1078)
- 3 ottobre - Adalgotto di Coira, vescovo cattolico svizzero
- 10 novembre - Maione da Bari, funzionario longobardo (n. 1115)
- Costanza di Castiglia, regina francese
- Enrico di Huntingdon, storico e religioso inglese (n. 1080)
- Giovanni di Pečers'k, monaco cristiano ucraino
- Ugo Primate, poeta francese
- Llywarch Llaety, poeta gallese
- Madog ap Maredudd, principe gallese
- Matteo I di Montmorency, nobile francese
- Niklot, sovrano obodrita (n. 1090)
- Teodoro Prodromo, poeta bizantino
- Raymond du Puy de Provence, condottiero francese (n. 1083)
- Sofia di Winzenburg, nobile tedesca (n. 1105)
- Gerardo III d'Armagnac, nobile francese
- William fitz Alan, nobile inglese (n. 1105)

## Calendario
| Calendario 1160 | Calendario 1160 | Calendario 1160 | Calendario 1160 | Calendario 1160 | Calendario 1160 | Calendario 1160 | Calendario 1160 | Calendario 1160 | Calendario 1160 | Calendario 1160 | Calendario 1160 | Calendario 1160 | Calendario 1160 | Calendario 1160 | Calendario 1160 | Calendario 1160 | Calendario 1160 | Calendario 1160 | Calendario 1160 | Calendario 1160 | Calendario 1160 | Calendario 1160 | Calendario 1160 | Calendario 1160 | Calendario 1160 | Calendario 1160 | Calendario 1160 | Calendario 1160 | Calendario 1160 | Calendario 1160 | Calendario 1160 | Calendario 1160 |
| --------------- | --------------- | --------------- | --------------- | --------------- | --------------- | --------------- | --------------- | --------------- | --------------- | --------------- | --------------- | --------------- | --------------- | --------------- | --------------- | --------------- | --------------- | --------------- | --------------- | --------------- | --------------- | --------------- | --------------- | --------------- | --------------- | --------------- | --------------- | --------------- | --------------- | --------------- | --------------- | --------------- |
|                 | 1               | 2               | 3               | 4               | 5               | 6               | 7               | 8               | 9               | 10              | 11              | 12              | 13              | 14              | 15              | 16              | 17              | 18              | 19              | 20              | 21              | 22              | 23              | 24              | 25              | 26              | 27              | 28              | 29              | 30              | 31              |                 |
| Gennaio         | Ve              | Sa              | Do              | Lu              | Ma              | Me              | Gi              | Ve              | Sa              | Do              | Lu              | Ma              | Me              | Gi              | Ve              | Sa              | Do              | Lu              | Ma              | Me              | Gi              | Ve              | Sa              | Do              | Lu              | Ma              | Me              | Gi              | Ve              | Sa              | Do              |                 |
| Febbraio        | Lu              | Ma              | Me              | Gi              | Ve              | Sa              | Do              | Lu              | Ma              | Me              | Gi              | Ve              | Sa              | Do              | Lu              | Ma              | Me              | Gi              | Ve              | Sa              | Do              | Lu              | Ma              | Me              | Gi              | Ve              | Sa              | Do              | Lu              |                 |                 |                 |
| Marzo           | Ma              | Me              | Gi              | Ve              | Sa              | Do              | Lu              | Ma              | Me              | Gi              | Ve              | Sa              | Do              | Lu              | Ma              | Me              | Gi              | Ve              | Sa              | Do              | Lu              | Ma              | Me              | Gi              | Ve              | Sa              | Do              | Lu              | Ma              | Me              | Gi              |                 |
| Aprile          | Ve              | Sa              | Do              | Lu              | Ma              | Me              | Gi              | Ve              | Sa              | Do              | Lu              | Ma              | Me              | Gi              | Ve              | Sa              | Do              | Lu              | Ma              | Me              | Gi              | Ve              | Sa              | Do              | Lu              | Ma              | Me              | Gi              | Ve              | Sa              |                 |                 |
| Maggio          | Do              | Lu              | Ma              | Me              | Gi              | Ve              | Sa              | Do              | Lu              | Ma              | Me              | Gi              | Ve              | Sa              | Do              | Lu              | Ma              | Me              | Gi              | Ve              | Sa              | Do              | Lu              | Ma              | Me              | Gi              | Ve              | Sa              | Do              | Lu              | Ma              |                 |
| Giugno          | Me              | Gi              | Ve              | Sa              | Do              | Lu              | Ma              | Me              | Gi              | Ve              | Sa              | Do              | Lu              | Ma              | Me              | Gi              | Ve              | Sa              | Do              | Lu              | Ma              | Me              | Gi              | Ve              | Sa              | Do              | Lu              | Ma              | Me              | Gi              |                 |                 |
| Luglio          | Ve              | Sa              | Do              | Lu              | Ma              | Me              | Gi              | Ve              | Sa              | Do              | Lu              | Ma              | Me              | Gi              | Ve              | Sa              | Do              | Lu              | Ma              | Me              | Gi              | Ve              | Sa              | Do              | Lu              | Ma              | Me              | Gi              | Ve              | Sa              | Do              |                 |
| Agosto          | Lu              | Ma              | Me              | Gi              | Ve              | Sa              | Do              | Lu              | Ma              | Me              | Gi              | Ve              | Sa              | Do              | Lu              | Ma              | Me              | Gi              | Ve              | Sa              | Do              | Lu              | Ma              | Me              | Gi              | Ve              | Sa              | Do              | Lu              | Ma              | Me              |                 |
| Settembre       | Gi              | Ve              | Sa              | Do              | Lu              | Ma              | Me              | Gi              | Ve              | Sa              | Do              | Lu              | Ma              | Me              | Gi              | Ve              | Sa              | Do              | Lu              | Ma              | Me              | Gi              | Ve              | Sa              | Do              | Lu              | Ma              | Me              | Gi              | Ve              |                 |                 |
| Ottobre         | Sa              | Do              | Lu              | Ma              | Me              | Gi              | Ve              | Sa              | Do              | Lu              | Ma              | Me              | Gi              | Ve              | Sa              | Do              | Lu              | Ma              | Me              | Gi              | Ve              | Sa              | Do              | Lu              | Ma              | Me              | Gi              | Ve              | Sa              | Do              | Lu              |                 |
| Novembre        | Ma              | Me              | Gi              | Ve              | Sa              | Do              | Lu              | Ma              | Me              | Gi              | Ve              | Sa              | Do              | Lu              | Ma              | Me              | Gi              | Ve              | Sa              | Do              | Lu              | Ma              | Me              | Gi              | Ve              | Sa              | Do              | Lu              | Ma              | Me              |                 |                 |
| Dicembre        | Gi              | Ve              | Sa              | Do              | Lu              | Ma              | Me              | Gi              | Ve              | Sa              | Do              | Lu              | Ma              | Me              | Gi              | Ve              | Sa              | Do              | Lu              | Ma              | Me              | Gi              | Ve              | Sa              | Do              | Lu              | Ma              | Me              | Gi              | Ve              | Sa              |                 |